# La Jonchère-Saint-Maurice
 La Jonchère-Saint-Maurice  (en occitano La Junchéra) es una población y comuna francesa, situada en la región de Lemosín, departamento de Alto Vienne, en el distrito de Limoges y cantón de Laurière.

## Demografía
| 1037 | 990 | 975 | 903 | 814 | 774 | 788 |
| Para los censos de 1962 a 1999 la población legal corresponde a la población sin duplicidades (Fuente: INSEE [Consultar]) |     |     |     |     |     |     |

## Puntos de interés
- Arboretum de la Jonchère